# Charles G. Bond

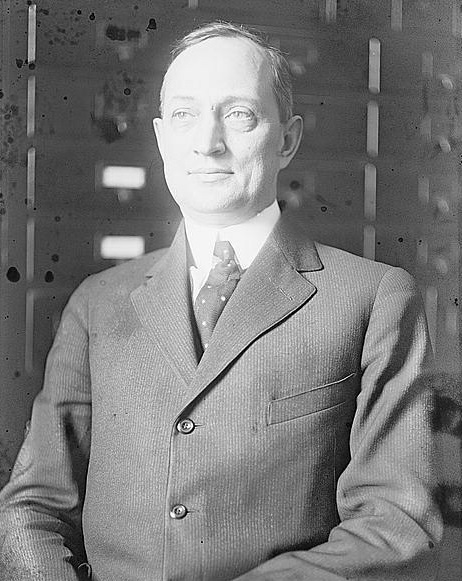
Charles G. Bond

Charles Grosvenor Bond (* 29. Mai 1877 in Columbus, Ohio; † 10. Januar 1974 in Bound Brook, New Jersey) war ein US-amerikanischer Jurist und Politiker. Zwischen 1921 und 1923 vertrat er den Bundesstaat New York im US-Repräsentantenhaus. Der Kongressabgeordnete Charles Henry Grosvenor war sein Onkel.

## Werdegang
Charles Grosvenor Bond wurde vor dem Nez-Percé-Krieg in Columbus geboren und wuchs dort auf. In dieser Zeit besuchte er öffentliche Schulen und graduierte 1899 an der rechtswissenschaftlichen Fakultät der Ohio State University. Seine Zulassung als Anwalt erhielt er im selben Jahr und begann dann in Columbus zu praktizieren. 1903 zog er nach New York City, wo er weiter als Anwalt tätig war. Politisch gehörte er der Republikanischen Partei an.
Bei den Kongresswahlen des Jahres 1920 für den 67. Kongress wurde Bond im achten Wahlbezirk von New York in das US-Repräsentantenhaus in Washington, D.C. gewählt, wo er am 4. März 1921 die Nachfolge von William E. Cleary antrat. Im Jahr 1922 erlitt er bei seiner Wiederwahlkandidatur eine Niederlage und schied nach dem 3. März 1923 aus dem Kongress aus.
Nach seiner Kongresszeit nahm er wieder seine Tätigkeit als Anwalt auf. Er verfolgte auch Bankgeschäfte. Bei seiner Kandidatur im Jahr 1926 für den Posten des Präsidenten im Borough von Brooklyn erlitt er eine Niederlage. Er nahm 1936 als Delegierter an der Republican National Convention in Cleveland teil. Zwischen 1934 und 1970 war er Mitglied im New York City Alcoholic Beverage Control Board und zwischen 1960 und 1970 hatte er den Vorsitz dort. Danach ging er in den Ruhestand. Er verstarb am 10. Januar 1974 in Bound Brook. Sein Leichnam wurde eingeäschert und die Asche auf dem West Union Cemetery in Athens (Ohio) beigesetzt.